# 上毛電気鉄道デハ100型電車
上毛電気鉄道デハ100型電車（じょうもうでんきてつどうデハ100がたでんしゃ）は、上毛電気鉄道の電車。
1928年（昭和3年）の上毛線開業に際して製造され、以後1970年代まで同線の主力車両として運用された。
大手私鉄譲渡車の大量導入で第一線を退いてからも2両が残存し、うちトップナンバーのデハ101号は、製造後90年以上を経た2022年（令和4年）時点でも車籍があり動態保存されており、上毛電鉄本社がある群馬県前橋市へのふるさと納税返礼として貸切乗車に供されている。
現在、日本で現存する数少ない可動状態の吊り掛け駆動式旧型電車である。
本項目では同系の荷物合造車であるデハニ50型電車についても記述する。

## 概要
1928年（昭和3年）11月の路線開業にあたり同年10月、兵庫県神戸市の川崎車輌でデハ101 - 104とデハニ51・52の合計6両が製造された。

## 車体
半鋼製の16 m級車で、デハ100型は3扉構成で窓配置1D5D5D1（D：客用扉）となっている。これに対し、デハニ50型は2扉構成で、上毛線東端の終着駅である西桐生駅寄りに別途専用の荷物扉と共に荷物室を設けている。いずれも、妻面に3枚の窓が並ぶ非貫通構造で、単行運転が可能な両運転台車である。
川崎車輌は分社前の川崎造船所時代から鋼製車の開発に熱心であり、本形式が設計された1928年（昭和3年）の段階では、前身である川崎造船所時代から数えて2世代目に相当する設計を行うようになっていた。
この結果、深い丸屋根にリベットの多い車体とやや腰高な窓の位置、それに中間部のみ断面積を大きくした魚腹式台枠を備え「川造形」と呼ばれた第1世代の鋼製車群に対し、浅い丸屋根を備えたリベットの少ない車体、窓の位置が低くなって幕板部分が目立つようになった側板（がわいた）など、その設計は大きく変貌しており、強烈ではないが独特な個性のある外観を持つ。なお、ベンチレーターは「川造形」から継承した、当時の電車で一般的であったお椀型と呼ばれる半球状のタイプである。
また、竣工の時点では、運転台は中央に配置され、側窓は2段上昇式となっている。
座席は両形式共にロングシートである。

## 主要機器

### 主電動機

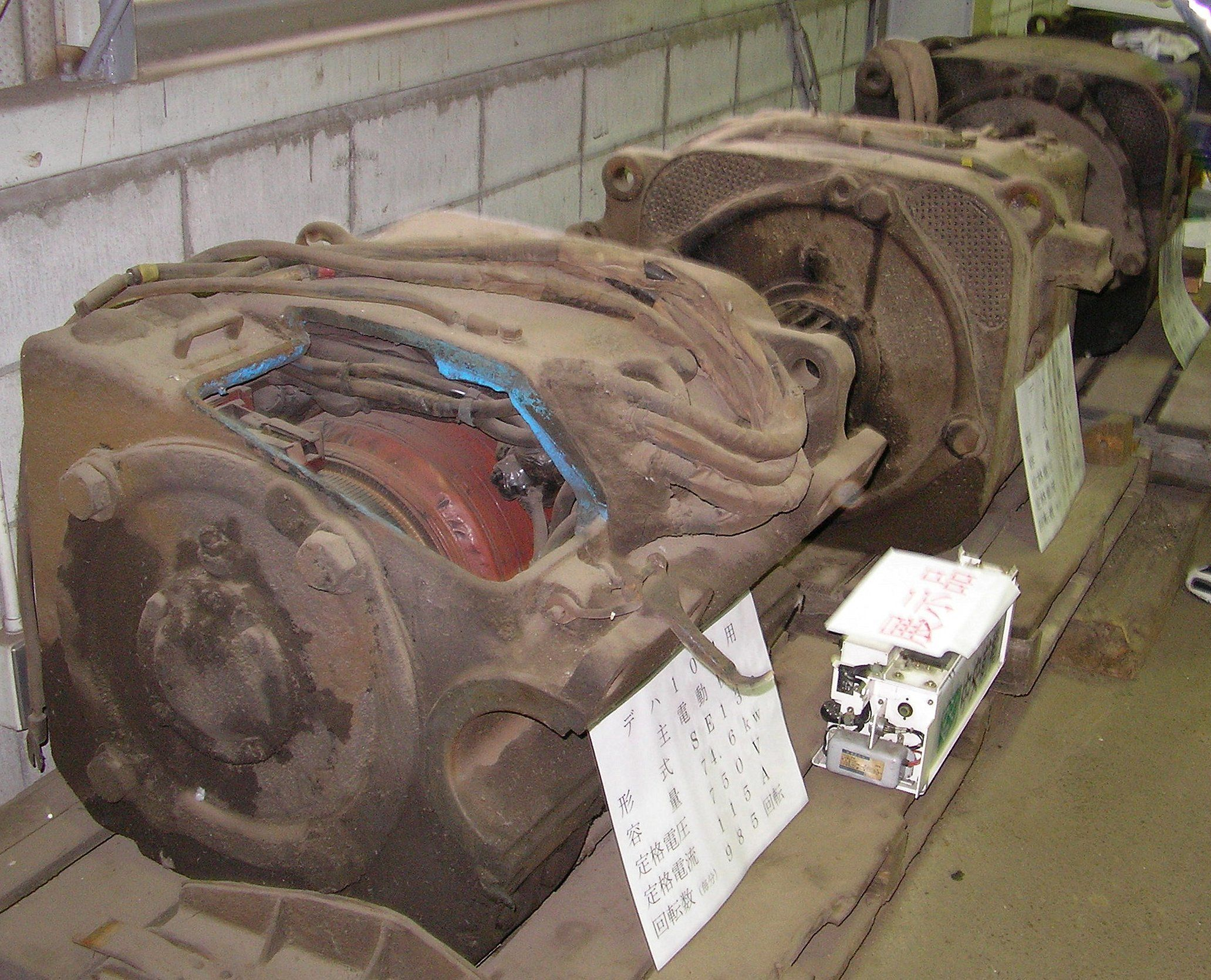
SE-132モーター3基。上毛電鉄大胡工場にて撮影。手前の1基はカットアウトされている。

芝浦製作所SE-132B（端子電圧750V時一時間定格出力74.6kW/985rpm）を各台車に2基ずつ装架する。駆動装置は吊り掛け駆動方式による一段減速、歯数比は22:67である。このSE-132Bは米国ゼネラル・エレクトリック（GE）社と提携関係にあった芝浦製作所が例外的に製造した、GE社のライバルである米国ウェスティングハウス・エレクトリック（WH）社製WH-556-J6（スペックはSE-132Bと同一）の忠実なコピー品である。

### 主制御器
制御回路が低電圧で動作し、電磁空気単位スイッチにより手動進段を行うシンプルなHB制御器を搭載する。
1970年代までの上毛電気鉄道の電車の多くは、自社発注車、譲受車、車体更新車を問わず、ウエスティングハウス製もしくはこれと同型で互換性のある三菱電機製HB制御器を標準的に搭載しており、保有車相互で機器類のローテーションも生じていた。デハ100型も例外でなく、2016年時点で現存する1928年製のデハ104号は、昭和26年（1951年）6月製の三菱電機CB8 231A制御器を搭載しており、一方でジャンパ線のプラグにはウエスティングハウスの刻印が装着されるなど、機器の混用や換装の痕跡が確認できる。

### 台車

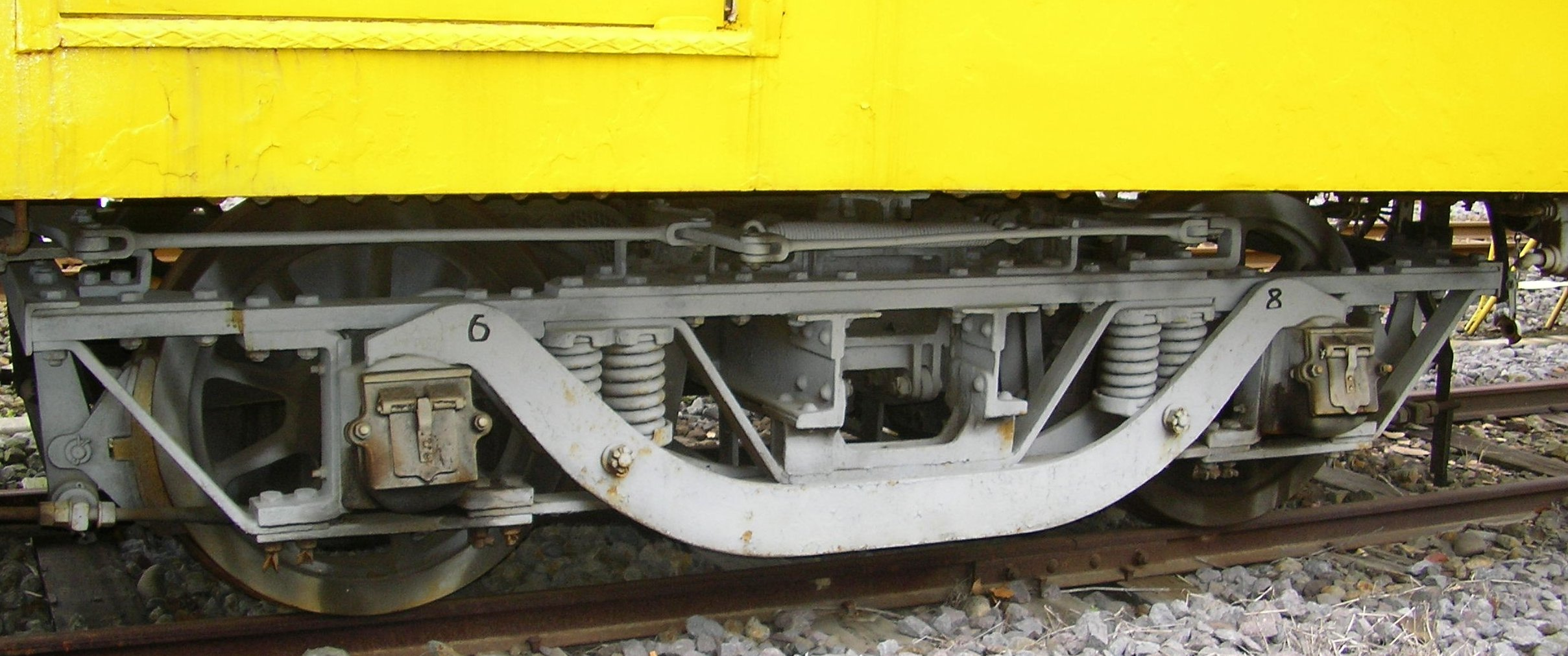
デハ104の川崎KO形台車
枕ばねは奥まった位置にあるコイルばねで、外からは見えにくい

本形式の最大の特徴は、車体ではなく川崎車輌の設計になる「KO台車」にある。
これは一見、当時広く用いられていたボールドウィンA形の忠実なコピー品に見える、至ってシンプルな平鋼リベット組立式イコライザー台車である。だが、実はこの台車は、設計当時としては異例なことに枕ばねを通常の重ね板ばねではなくコイルばねとし、さらに竣工当時は軸受をローラーベアリングとした、非常に意欲的かつ先進的な設計の台車であった。
設計当時、ローラーベアリングは非力な機関を使用する気動車において起動抵抗を少しでも低減する目的で広く採用されるようになりつつあったが、電車での採用事例はほぼ皆無で、新京阪鉄道がP-6形2両に試験装着した例が目立つ程度であったため、この新規開業の地方私鉄による全面採用は枕ばねのコイルばね化と共に注目すべき試みであった。
もっとも、オイルダンパーが実用化されていない当時の設計では減衰作用のないコイルばねを枕ばねに用いるメリットは少なく、吉野鉄道モハ201形に同様の枕ばね機構を備えた台車が納入されたものの、こちらは同社線の軌道との不適合もあって早期に通常の重ね板ばねを用いるタイプのものに改造されており、日本では第二次世界大戦後、米国からオイルダンパーが導入されるまで全コイルばね台車の製造は途絶えている。
また、本台車のもう一つの特徴であったローラーベアリングについては、摩耗部品の供給難から継続採用が断念され、戦時中に一般的なプレーンベアリングに交換されている。

## 運用
開業以来長らく主力車として重用された。もっとも、その分車体の疲弊も著しく、早い時期から度々修繕や改造が実施されてきたが、製造後20年以上を経過して抜本的な改修が必要となり、1952年のデハニ50型を皮切りに、1956年までにデハ100型を含む6両全車の更新改造を施工した。
特にデハ100型については3扉を2扉とし、扉位置も車体中央寄りに移設、乗務員扉を追加設置し、側窓を広窓とすることで窓配置がd2D6D2d（d：乗務員扉、D：客用扉）となった。また、制御車の増結に備えて、始発駅である中央前橋方への貫通路設置や運転台機器の移設による右側片隅配置への変更なども行われている。
なお、この車体更新に際し、デハ101・103・104の3両については外板の溶接化によりリベットの数を削減し、さらに窓の上下の補強帯であるウインドウシル・ウィンドウヘッダーを従前の細いものから平たく幅広で丈夫なものへ交換することで窓回りの強化を図っている。本形式は竣工当初内装がニス塗りであったが、のちにペンキ塗り潰しとなった。また、窓枠も当初の2段上昇式から、後年にアルミサッシ1段上昇式に変更されている。
1977年から1981年にかけて、上毛電鉄では西武鉄道からの中古車導入による車両標準化が進められ、形態・性能とも雑多であった在来車群はデハ100・デハニ50型を含め、そのほとんどが廃車された。
当時の上毛線では赤城駅 - 三俣駅間の石油タンク車輸送などに若干の貨物輸送需要が残存していたが、電気機関車が在籍しておらず、保線列車用のホッパ車共々、これを両運転台式の電車で牽引していた。このため、1両で運転可能な本形式に機関車代用車として白羽の矢が立ち、デハ101・104の2両が電気機関車代用として残されることになった。この際、主務車的な位置付けのデハ101については貨物列車の牽引力を増すため、1979年7月に歯車比を16:73=4.5625と低速向けに変更している。
これら2両は貨車の牽引以外にも運用に余裕があることから、通学ラッシュで混雑する平日朝には大胡発中央前橋行きの片道区間列車として単行で運転され、西桐生駅から直通する定期列車の輸送力不足を補った。中央前橋駅への到着後はいったん三俣駅まで回送し、ここから前日に牽引してきて荷卸しを済ませてあった空荷のタンク車を牽引して赤城駅まで回送するという運用を行っていた。
その後、上毛電鉄の貨物輸送が1986年に全廃されると、朝の片道運用後は車庫のある大胡駅へ直接回送される運用となったが、末期には往復とも客扱いを行うようになった。この運用も車齢の高さから1997年に撤退し、以後の定期的な旅客運用はなくなった。このため、余剰となったデハ104が長期休車の後で除籍となっている。
この間、上毛線の主力車両は西武鉄道中古車→東武鉄道中古車→京王電鉄中古車と推移したが、牽引力の強いデハ101への影響はなく可動状態で車籍を保っており、動態保存も兼ねる形で、年に数回の臨時列車・貸切列車やバラスト散布のための工事列車牽引機として走行している。後述の内装ニス塗り復元に際しては、従前、鋼管組み立て部材の通常型パンタグラフ装備であったところ、戦後しばらくの電車に多用された、下部に鋼板折り曲げ部材を用いるラーメン構造の簡易型PS13タイプに換装されている。
また、デハ104は除籍後もほぼ原型のままで大胡駅南側側線に長く留置されており、外観の傷みが進んでいたが、2006年5月27・28日の大胡車両区のイベントに合わせ、1960年代以来の「カラシ色」に再塗装された。以後、イベント時には大胡車両区構内で展示されるようになり、貫通路側を従前と反対の西桐生方に向ける方向転換も行われている。
2025年1月20日深夜、大胡電車庫内にてデハ101の屋根から出火したが、1時間半後に消し止められ車体の一部を損傷した程度で済んだため修理を行っている。
現在、デハ100型は群馬県近代化遺産に登録されている。

## 車体塗装
運行当初は茶色（ぶどう色）であったのが、1960年代以降、黄色一色（明るいカナリアイエローであったが、一般にはカラシ色と呼ばれた）、薄いオレンジ色、300型にあわせてグレーに腰板下部の白いラインを境に裾がライトグリーンの塗り分け、と運用変更などの機会毎に変更された。
現在では、デハ101は運行開始当時と類似の茶色に、デハ104は上記のような黄色に塗装されており、デハ101については内装の塗装を剥離してニス塗りに戻す工事が実施されている。

## 諸元
- 最大寸法（長×幅×高）：16,010mm×2,732mm×4,086mm
- 自重：30.4t
- 定員（座席）：92人（48人）
- 主電動機（出力×個数）：芝浦SE-132B（端子電圧750V時定格出力74.6kw）×4
- 制御方式 : 非自動間接式
- 台車：川崎KO形（平鋼リベット組立イコライザー台車）

## 歴史
- 1928年 開業に当たり新製投入。
- 1952年 デハニ50型、更新改造。ドア配置変更。
- 1956年 デハ100型、更新改造。従来の3扉配置を車体中央寄り2扉配置に変更。
  - 両形式は制御車連結のため、中央前橋方に貫通路を設置した。
- 1963年 塗装を茶色から黄色に変更。
- 1979年 デハ101は貨車牽引のため歯車比を低速化変更。
- 1980年 デハ102・103廃車。その後、正確な時期不明ながらデハ101・104はオレンジ色に車体塗色を変更。
- 1992年 デハ101は塗装をライトグリーン、白のラインに変更。当時の上毛電鉄の標準塗色から窓回りの赤色を除いたデザインで、特異な外観を呈した。
- 1995年 塗装を運行開始当時と類似の茶色（ぶどう色）に変更。
- 1997年 既に長期休車状態であったデハ104を除籍。
- 1997年 デハ101による1日1往復の定期運行を終了。
- 2006年 留置中のデハ104の整備・再塗装を実施。